# Katchiré-Essékro
Katchiré-Essékro  est une localité de l'est de la Côte d'Ivoire, et appartenant au département de Bocanda, Région du N'zi-Comoé. La localité de Katchiré-Essékro est un chef-lieu de commune.